# Pitty Webo
Silvana Silva Fernandes (Rio de Janeiro, 27 de fevereiro de 1981), mais conhecida como Pitty Webo, é uma autora, diretora teatral e atriz, brasileira. Ficou conhecida através do papel da personagem Marcinha na telenovela Mulheres Apaixonadas. Pitty Webo é descendente de portugueses e espanhóis.

## Carreira
Em 1992 começou a fazer aula no tablado (tradicional escola de teatro carioca) onde trabalhou com Maria Clara Machado nas peças Tabroadway e O Gato de Botas. Em 2000 estreou na peça Confissões de Adolescente, onde criou uma parceria com Domingos de Oliveira, que nunca se desfez. Com a peça As Aventuras de Tom Sawyer ganhou o prêmio Maria Clara Machado de melhor atriz em 2003. Sua estreia como diretora e autora foi com a peça A Primeira Vez Que Eu Disse Eu Te Amo. Na TV ficou mais conhecida por seu trabalho como Marcinha na telenovela Mulheres Apaixonadas de Manoel Carlos, filha de César, protagonizado pelo ator José Mayer, que na trama interpreta um médico neurocirurgião, e que nutre uma paixão pelo colega da Escola ERA, Fred(Pedro Furtado) sendo disputado pela professora de Educação Física Raquel,protagonizada por Helena Ranaldi, criando um vínculo de paixão no jovem estudante e a professora, ela tem como melhor amiga a revoltada e preconceituosa Paulinha(Roberta Gualda). Ela também é lembrada por suas participações em outros programas da Rede Globo, como Casos e Acasos. participou também das novelas Suave Veneno & Malhação. Em 2007, viveu Ingrid na série policial Mandrake. No cinema fez a protagonista do filme Dia Domingo, de Rodrigo Daudt e espera o lançamento do filme Pela Passagem de Uma Grande Dor, de Felipe Rodrigues, onde novamente faz uma protagonista. Em 2009, encarnou  Bebel Gilberto no programa Por Toda a Minha Vida em homenagem a Cazuza.

## Filmografia

### Televisão
| Ano  | Título                | Personagem                        | Nota                                             |
| ---- | --------------------- | --------------------------------- | ------------------------------------------------ |
| 1999 | Suave Veneno          | Daniela                           | Participação                                     |
| 2001 | Malhação              | Janaína                           | Episódio: "12 de setembro de 2001"               |
| 2003 | Mulheres Apaixonadas  | Márcia Andrade de Melo (Marcinha) |                                                  |
| 2005 | A Diarista            | Grace Kelly                       | Episódio: "Quero ser Solineuza"                  |
| 2007 | Mandrake              | Ingrid                            | Episódio: "Rosas Negras"                         |
| 2008 | Casos e Acasos        | Isadora                           | Episódio: "O Celular, a Viagem e o Dia Seguinte" |
| 2009 | Por Toda a Minha Vida | Bebel Gilberto                    | Episódio: "Cazuza"                               |

### Cinema
- 2007 - Dia Domingo, de  Rodrigo Daudt
- 2008 - Passagem de Uma Grande Dor, de Felipe Rodrigues

## Teatro

### Atriz
- 2015 - Brasil, o musical (sendo também diretora da peça) [5]
- 2013 - As Aventuras de João e Maria no Teatro (sendo também diretora da peça)
- 2012 - A Chapeuzinho Vermelho (sendo também diretora da peça)
- 2011 - Das Dificuldades de Ser Homem (sendo também diretora da peça)
- 2011 - Quem é Essa Garota? (sendo também autora e diretora da peça)
- 2010 - Apenas uma Noite
- 2009 / presente - Mulheres Solteiras Procuram (sendo também autora e diretora da peça)
- 2008 - Circuncisão em Nova York
- 2008 - Miscelânea (sendo também autora e diretora da peça)
- 2005 - 2006 - A Primeira Vez Que Eu Disse Eu Te Amo (sendo também autora e diretora da peça)
- 2005 - 2006 - Folias de Natal
- 2005 - Inês de Castro - Princesa Constança
- 2004 - Apenas uma Noite  (sendo também produtora da peça)
- 2002 - 2003 - Os Melhores Anos de Nossas Vidas (sendo também produtora e assistente de direção da peça)
- 2001 - 2002 - As Aventuras de Tom Sawyer
- 2000 - 2001 - 2002 - Confissões de Adolescente
- 1999 - 2000 - A História da Baratinha
- 1999 - Tabroadway (sendo também assistente de direção da peça)
- 1997 - 1998 - O Gato de Botas

### Autora
- 2015 - Brasil, o musical[5]
- 2015 - O Nascimento do Patinho Feio
- 2012 - A Chapeuzinho Vermelho
- 2010 - Quem É Essa Garota?
- 2009 - 2010 - 2011 - 2012 - Mulheres Solteiras Procuram
- 2008 - Miscelânea
- 2007 - Os Três Porquinhos
- 2007 - Eles & Eles
- 2005 - 2006 - A Primeira Vez Que Eu Disse Eu Te Amo

### Diretora
- 2015 - Brasil, o musical[5]
- 2015 - O Nascimento do Patinho Feio
- 2013 - As Aventuras de João e Maria no Teatro [6]
- 2012 - A Chapeuzinho Vermelho
- 2011 - Das Dificuldades de Ser Homem
- 2010 - Quem É Essa Garota?
- 2009 / presente - Mulheres Solteiras Procuram
- 2008 - Miscelânea
- 2007 - Os Tres Porquinhos
- 2007 - Eles & Eles
- 2005 - 2006 - A Primeira Vez Que Eu Disse Eu Te Amo